# Парорийски манастир
Парорийският манастир е средновековен манастир в пограничната област Парория в Странджа планина, създаден от монаха-аскет Григорий Синаит през XIV в.
В обителта Григорий Синаит проповядва и разпространява християнското аскетическо течение исихазъм.

## Местоположение (варианти)
Днешното местоположение на Парорийския манастир е неясно. За следните географски обекти има хипотези или предания, свързващи ги с манастира.

### Воден, Община Болярово
Археологически обект в местността Разкопките край село Воден, община Болярово, в полите на Странджа. На 2,9 km югоизточно от селото, останки от средновековен манастир. До манастира на 400 m останки на средновековна (X-XIII в.) крепост „Калето“. В близост на 800 m – м. Друма – отклонение на известната в миналото съобщителна артерия Via Diagonalis.
Големите български археолози проф. Веселин Бешевлиев и проф. Иван Велков в началото на XX в. на базата на местоположението, съседните археологически обекти и специфичната молитвена пещера сред олтара, сочат обекта като вероятните останки на Парорийския манастир.
Представлява зидана от дребни и едри ломени речни камъни постройка с размери 53,5 х 43,5 m, дебелина на зидовете до 1,1 m и максимална запазена височина 2,4 m. Останки от манастирска църква с бяло-червена замазка и тухлена зидария.
Установени са два етапа на разширение. В началото върху молитвената пещера на три нива, дълбока 13 m, е построена малка кръстовидна църква. По-късно малката църква е превърната в олтар на голяма петкорабна триапсидна църква.

### Голямо Буково, Община Средец
Голямобуковски манастир „Св. Животоприемен източник“

### Парория, Община Малко Търново
Параклис „Света Петка“ в защитена местност Парория, за който се предполага, че е построен на мястото на Парорийския манастир.